# Broomhaugh
Broomhaugh – wieś w Anglii, w hrabstwie Northumberland, w civil parish Broomhaugh and Riding. Leży 24 km na zachód od miasta Newcastle upon Tyne i 402 km na północ od Londynu. W 1951 roku civil parish liczyła 228 mieszkańców.